# Мосгаз. Последнее дело Черкасова (телесериал)
«Мосга́з. После́днее де́ло Черкасова» — российский восьмисерийный детективный телевизионный художественный фильм, снятый в 2023 году режиссёром Евгением Звездаковым. Девятый из цикла художественных фильмов о трудовых буднях и личной жизни майора московской милиции Ивана Черкасова и его коллег, включающего в себя также телесериалы «Мосгаз» (2012), «Палач» (2014), «Паук» (2015), «Шакал» (2016), «Операция „Сатана“» (2018), «Формула мести» (2019), «Катран» (2020), «Западня» (2021).
Премьерный показ состоялся 13 ноября 2023 года на «Первом канале».
Телесериал создан совместно с Okko.

## Сюжет
1981 год. Иван Петрович Черкасов под занавес своей карьеры в МУРе расследует запутанное дело. Как всегда, им недовольно начальство. Черкасова не просто отчитывают на летучках и собраниях, ему угрожают скорым отправлением на пенсию. Однако Ивану Петровичу довольно сложно представить себя на заслуженном отдыхе без любимой работы, но он понимает, что стал быстро уставать, пропускать важную информацию, в общем — стареть. Да тут ещё появляется молодой следователь, который умеет работать на появившихся компьютерах, притаскивает в отдел диктофон, детектор лжи… Иван Петрович решает уступить, но в последнем деле должен сам поставить точку. И преданные сослуживцы знают, что новый сотрудник не заменит опытного следака, но начальство сердится всерьёз — Черкасова отстраняют от ведения. Однако выходит так, что именно Иван Черкасов становится потенциальной жертвой разыскиваемого им убийцы. Черкасов понимает, в какую опасную ситуацию попадают его жена и дети. Он должен защитить их, он не может не довести это последнее своё дело до самого конца, тем более, что он окажется весьма логичным.

## Актёры и персонажи
- Андрей Смоляков — Иван Петрович Черкасов, майор милиции, начальник убойного отдела МУРа
- Марина Александрова — Софья Борисовна Тимофеева, капитан милиции, старший оперуполномоченный убойного отдела МУРа
- Сергей Угрюмов — Роберт Михайлович Лебедев, полковник, заместитель начальника Пятого управления КГБ СССР
- Вадим Андреев — Фёдор Григорьевич Саблин, генерал-майор милиции, начальник ГУВД Мосгорисполкома
- Юрий Тарасов — Никита Васильевич Пожидаев, подполковник милиции, начальник МУРа
- Алексей Бардуков — Алексей Гаркуша, капитан милиции, оперуполномоченный убойного отдела МУРа
- Александр Голубев — Егор Осадчий, старший лейтенант милиции, оперуполномоченный убойного отдела МУРа
- Луиза Мосендз — Зинаида Васильевна Кац, судмедэксперт МУРа
- Владимир Юматов — Григорий Михайлович Чудовский, пенсионер, фронтовой друг майора Ивана Черкасова
- Даниэла Стоянович — Маргарита Семёновна Карпухина, мать Вячеслава, жена Ивана Черкасова
- Александр Дробитько — Вячеслав Карпухин, сын Маргариты Карпухиной, пасынок Ивана Черкасова
- Максим Матвеев — Влад Вихров, заключённый, серийный убийца по прозвищу «Мосгаз»
- Андрей Мерзликин — Виктор Ковалёв, майор милиции, заместитель начальника убойного отдела МУРа
- Ольга Лерман — Мария Ермолова, младший научный сотрудник НИИ психиатрии АМН СССР
- Алексей Гуськов — Сергей Валерьевич Леонтьев, директор НИИ психиатрии АМН СССР, доктор медицинских наук, профессор
- Леонид Ярмольник — Фёдор Маркин, коллекционер по прозвищу «Марк»
- Антон Кузнецов — Савин
- Эра Зиганшина — Ирина Голынская, главный научный сотрудник ГМИИ имени А. С. Пушкина, доктор искусствоведения
- Анна Каменкова — Марина Савина, возлюбленная Леонтьева в молодости
- Владимир Матвеев — Семен Цвигун, первый заместитель Председателя КГБ СССР, генерал армии
- Дмитрий Костяев — директор «Ленкома», заслуженный работник культуры РСФСР (прототип — Рафик Экимян)
- Николай Караченцов — камео, занятый в спектакле «Юнона и Авось»
- Александр Абдулов — камео, занятый в спектакле «Юнона и Авось»